# Paralelo 41 norte
El paralelo 41 norte es un paralelo situado a 41 grados al norte del ecuador terrestre. Atraviesa la Europa meridional (península ibérica, Córcega, península itálica y península balcánica), el mar Mediterráneo, Asia, el océano Pacífico, América del Norte y el océano Atlántico.
En esta latitud el Sol es visible durante 15 horas, 8 minutos en el solsticio de verano y durante 9 horas, 13 minutos en el solsticio de invierno.

## Alrededor del mundo
Partiendo del meridiano cero y en dirección este, el paralelo 41° norte atraviesa:
| Co-ordinates                      | País, territorio o mar | Notas |
| --------------------------------- | ---------------------- | --- |
| 41°0′N 0°0′E / 41.000, 0.000      | España                 | |
| 41°0′N 0°56′E / 41.000, 0.933     | Mar Mediterráneo       | |
| 41°0′N 8°13′E / 41.000, 8.217     | Italia                 | Isla de Asinara |
| 41°0′N 8°16′E / 41.000, 8.267     | Mar Mediterráneo       | Golfo de Asinara |
| 41°0′N 8°52′E / 41.000, 8.867     | Italia                 | Isla de Cerdeña |
| 41°0′N 9°39′E / 41.000, 9.650     | Mar Mediterráneo       | Mar Tirreno - pasando justo al norte de las Islas Pontinas, Italia |
| 41°0′N 13°57′E / 41.000, 13.950   | Italia                 | |
| 41°0′N 17°12′E / 41.000, 17.200   | Mar Adriático          | |
| 41°0′N 19°28′E / 41.000, 19.467   | Albania                | El límite con Macedonia del Norte es en Lago de Ocrida |
| 41°0′N 20°42′E / 41.000, 20.700   | Macedonia del Norte    | |
| 41°0′N 21°51′E / 41.000, 21.850   | Grecia                 | |
| 41°0′N 26°20′E / 41.000, 26.333   | Turquía                | Atraviesa el Mar de Mármara y Estambul |
| 41°0′N 37°52′E / 41.000, 37.867   | Mar Negro              | |
| 41°0′N 38°47′E / 41.000, 38.783   | Turquía                | |
| 41°0′N 39°46′E / 41.000, 39.767   | Mar Negro              | |
| 41°0′N 40°20′E / 41.000, 40.333   | Turquía                | |
| 41°0′N 43°32′E / 41.000, 43.533   | Armenia                | |
| 41°0′N 45°10′E / 41.000, 45.167   | Azerbaiyán             | Exclave de Barjudarli |
| 41°0′N 45°13′E / 41.000, 45.217   | Armenia                | Cruza a 12 km (7 mi) al sur de Yerevan |
| 41°0′N 45°24′E / 41.000, 45.400   | Azerbaiyán             | |
| 41°0′N 49°13′E / 41.000, 49.217   | Mar Caspio             | |
| 41°0′N 52°57′E / 41.000, 52.950   | Turkmenistán           | Atraviesa Turkmenbashi |
| 41°0′N 61°58′E / 41.000, 61.967   | Uzbekistán             | |
| 41°0′N 68°4′E / 41.000, 68.067    | Kazajistán             | |
| 41°0′N 68°31′E / 41.000, 68.517   | Uzbekistán             | Durante cerca de 7 km (4 mi) |
| 41°0′N 68°36′E / 41.000, 68.600   | Kazajistán             | Durante cerca de 12 km (7 mi) |
| 41°0′N 68°45′E / 41.000, 68.750   | Uzbekistán             | |
| 41°0′N 70°24′E / 41.000, 70.400   | Tayikistán             | Durante cerca de 10 km (6 mi) |
| 41°0′N 70°31′E / 41.000, 70.517   | Uzbekistán             | |
| 41°0′N 72°30′E / 41.000, 72.500   | Kirguistán             | |
| 41°0′N 76°50′E / 41.000, 76.833   | China                  | Xinjiang |
| 41°0′N 77°30′E / 41.000, 77.500   | Kirguistán             | Durante cerca de 7 km (4 mi) |
| 41°0′N 77°35′E / 41.000, 77.583   | China                  | Xinjiang Gansu Mongolia Interior — pasa a unos 20 km (12 mi) al norte de Hohhot Hebei Beijing - durante cerca de 7 km (4 mi) Hebei Liaoning Jilin |
| 41°0′N 126°5′E / 41.000, 126.083  | Corea del Norte        | Provincia de Chagang Provincia de Ryanggang Atraviesa la Meseta de Kaema Provincia de Hamgyŏng del Sur - Heocheon, Tanchon Provincia de Hamgyŏng del Norte |
| 41°0′N 129°43′E / 41.000, 129.717 | Mar de Japón           | |
| 41°0′N 140°19′E / 41.000, 140.317 | Japón                  | Prefectura de Aomori - Península de Tsugaru |
| 41°0′N 140°45′E / 41.000, 140.750 | Bahía de Aomori        | |
| 41°0′N 140°54′E / 41.000, 140.900 | Japón                  | Península de Natsudomari - Prefectura de Aomori |
| 41°0′N 141°06′E / 41.000, 141.100 | Bahía de Mutsu         | |
| 41°0′N 141°19′E / 41.000, 141.317 | Japón                  | Península de Shimokita - Prefectura de Aomori |
| 41°0′N 141°23′E / 41.000, 141.383 | Océano Pacífico        | |
| 41°0′N 124°7′O / 41.000, -124.117 | Estados Unidos         | California Nevada - pasa justo al norte de Winnemucca Utah Límite de Wyoming / Utah Límite de Wyoming / Colorado Límite de Nebraska / Colorado Nebraska Iowa Illinois Indiana Ohio - límite meridional de Connecticut Western Reserve Pensilvania Nueva Jersey Nueva York Connecticut |
| 41°0′N 73°39′O / 41.000, -73.650  | Long Island Sound      | |
| 41°0′N 72°35′O / 41.000, -72.583  | Estados Unidos         | Nueva York - Long Island |
| 41°0′N 72°0′O / 41.000, -72.000   | Océano Atlántico       | |
| 41°0′N 8°39′O / 41.000, -8.650    | Portugal               | Pasa a unos 20 km (12 mi) al sur de Oporto |
| 41°0′N 6°54′O / 41.000, -6.900    | España                 | Pasa justo al norte de Salamanca |

## Estados Unidos

El paralelo 41 norte define las fronteras meridionales de Wyoming y septentrionales de Colorado en los Estados Unidos.

En Estados Unidos, el paralelo define la frontera más meridional de Wyoming (limitando con Utah y Colorado), y parte de la frontera entre Nebraska y Colorado.
En 1606, el rey Jaime I de Inglaterra creó la Colonia de Virginia. En la Primera Carta de Virginia, otorgó a la Compañía de Londres el derecho de "comenzar su plantación y habitación en algún lugar adecuado y conveniente entre el cuatro y treinta y el uno y cuarenta grados de dicha latitud a lo largo de la costa de Virginia y las costas de América." El asentamiento de Jamestown se estableció aproximadamente en el punto medio de ese territorio. Los colonos posteriores de Pilgrim (Colonia de Plymouth) se dirigían originalmente a la parte norte del territorio de Virginia. En cambio, aterrizaron al norte del paralelo 41 en Cape Cod, donde tenían derechos exclusivos sobre la tierra según los estatutos de la colonia de Plymouth.
Como lo estableció originalmente el rey Carlos II de Inglaterra en 1664, el punto en el que el paralelo 41 cruza el río Hudson marca la frontera noreste entre Nueva Jersey y Nueva York. Luego, esta frontera avanza hacia el noroeste hasta el Monumento de los Tres Estados en la confluencia de los ríos Delaware y Neversink.
El paralelo 41 fue también una de las principales líneas de base utilizadas para inspeccionar una parte de las tierras de Ohio . Esto marcó el límite sur de la Reserva Occidental de Connecticut y las Firelands utilizando el límite occidental con Pensilvania como meridiano principal. También sirvió como base para un estudio posterior de la tierra de Ohio al norte de la línea del Tratado de Greenville hasta la línea Fulton, que era el límite original entre Míchigan y Ohio según la Ordenanza del Noroeste (ver la Franja de Toledo). El estudio posterior utilizó el límite con Indiana como meridiano.